# Massimo Brunelli
Massimo Brunelli (* 27. Juli 1961 in Mailand) ist ein ehemaliger italienischer Radrennfahrer und Weltmeister im Radsport.

## Sportliche Laufbahn
Brunelli war Bahnradsportler und auch im Straßenradsport aktiv. Bei den UCI-Bahn-Weltmeisterschaften 1985 gewann der italienische Vierer mit Gianpaolo Grisandi, Silvio Martinello, Massimo Brunelli und Roberto Amadio den Titel in der Mannschaftsverfolgung. Er war Teilnehmer der Olympischen Sommerspiele 1984 in Los Angeles. In der Mannschaftsverfolgung kam Italien mit Roberto Amadio, Massimo Brunelli, Maurizio Colombo und Silvio Martinello auf den 4. Rang.
1983 siegte er mit Stefano Allocchio und Roberto Amadio in der nationalen Meisterschaft in der Mannschaftsverfolgung. 1985, 1986 und 1987 wurde er erneut Meister in dieser Disziplin. 1987 holte er den italienischen Titel im Punktefahren.
Auf der Straße gewann er 1988 eine Etappe der Olympia’s Tour. 1985 holte er einen Tageserfolg in der Cinturón Ciclista Internacional a Mallorca. Dazu kamen einige Siege in italienischen Eintagesrennen.